# Eurystomus
Az Eurystomus a madarak osztályának szalakótaalakúak (Coraciiformes) rendjébe és a szalakótafélék (Coraciidae) családjába tartozó nem.

## Rendszerezésük
A nemet Louis Pierre Vieillot írta le 1816-ban, az alábbi 4 faj tartozik ide:
- kéktorkú csörgőmadár (Eurystomus gularis)
- lilatorkú csörgőmadár (Eurystomus glaucurus)
- kéknyakú csörgőmadár vagy dollármadár (Eurystomus orientalis)
- lila dollármadár (Eurystomus azureus)